# استیون میلهاوزر
استیون میلهاوزر (به انگلیسی: Steven Millhauser) داستان کوتاه‌نویس و رمان‌نویس آمریکایی و برنده جایزه پولیتزر برای داستان در سال ۱۹۹۷

## کتابشناسی
- مارتین درسلر
- هجوم بیگانه‌ها
- آن شهرِ دیگر